# Пикаещото момиченце
Пикаещото момиченце (на нидерландски: Jeanneke Pis) е фонтан в Брюксел със статуя от бронз, висока около 50 сантиметра.
Създадени са през 1985 г. от Дени-Адриан Дебуври, а са инсталирани през 1987 г. Статуята представлява голо момиченце, което пикае във фонтана. Разположена е в ниша, обградена с решетка за обезопасяването ѝ.
Представлява пародийно допълнение към символа на Брюксел от XIV век – Манекен Пис, разположен в района на площад „Гран плас“. Пикаещото момиченце също се намира недалеч оттам, в края на сляпата улица „Алея на верността“ (Impasse de la Fidélité, Getrouwheidsgang), отделяща се от ул. Rue des Bouchers (Beenhouwersstraat).